# Вакцина Bio E проти COVID-19
Bio E COVID-19, відомий також під назвою BECOV2D — кандидат на вакцину проти COVID-19, розроблений індійською компанією «Biological E. Limited», університетським медичним коледжем Бейлор та компанією «Dynavax Technologies».

## Клінічні дослідження

### І-ІІ фаза клінічних досліджень
У I фазі клінічного дослідження було проведено дослідження для оцінки безпеки та імуногенності кандидата на вакцину у близько 360 учасників дослідження. ІІ етап клінічного дослідження завершився у квітні 2021 року.

### ІІІ фаза клінічних досліджень
У квітні 2021 року агентство з контролю за лікарськими засобами Індії дозволив розпочати клінічні дослідження III фази кандидата на вакцину «Bio E COVID-19». Загалом 1268 здорових учасників у віці від 18 до 80 років відібрані з 15 місцевостей по всій Індії для проведення дослідження, та допущені для участі у широкомасштабному клінічному дослідженні III фази.

## Виробництво
У квітні 2021 року Міжнародна фінансова корпорація розвитку США повідомила про фінансування розширення виробничих потужностей компанії «Biological E. Limited» в Індії до кінця 2022 року. Це дозволить виробити щонайменше 1 мільярд доз вакцини.